# Opsiphanes cassiae
Opsiphanes cassiae is een vlinder uit de familie Nymphalidae. De wetenschappelijke naam is gepubliceerd in 1758 door Carl Linnaeus in de tiende editie van Systema naturae.  